# Earthtone9

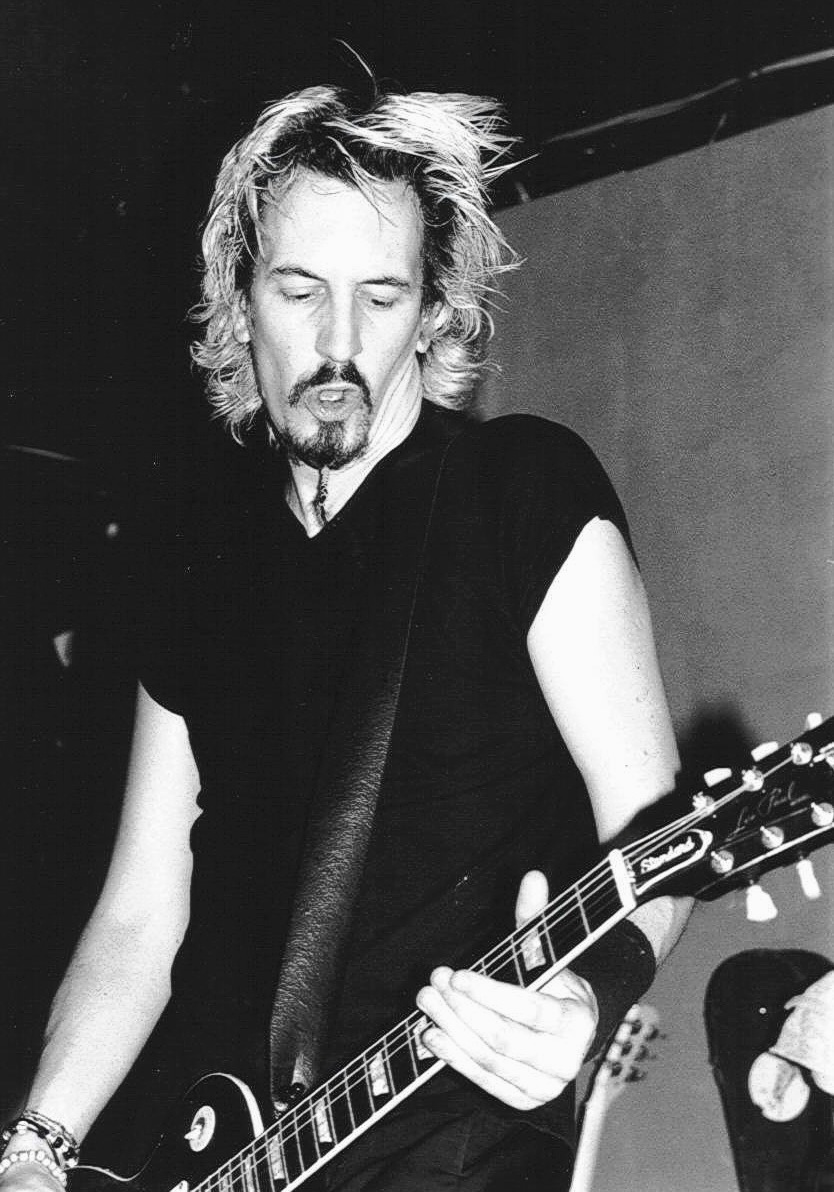
Gitarrist Owen Packard 2002.

Earthtone9 (oftast skrivet earthtone9) är ett engelskt alternativ metal-band från Nottingham som grundades 1998. Efter 5 års aktivitet och tre studioalbum splittrades bandet men återförenades 2010, tre år senare släppte de sitt fjärde studioalbum IV.
Den 21 mars 2024, meddelade bandet att man börjat jobba på femte albumet In Resonance Nexus. I samband med detta presenterades även första singeln Oceanic Drift. Albumet släpptes den 21 juni 2024. 

## Medlemmar
Nuvarande medlemmar
- Karl Middleton – sång (1998–2002, 2010–idag)
- Owen Packard – gitarr (1998–2002, 2010–idag)
- Joe Roberts – gitarr (1998–1999, 1999–2002, 2010–2012, 2023–idag)
- Neil Kingsbury – basgitarr (2016–idag)
- Jay Walsh – trummor (2024–idag)

Tidigare medlemmar
- Simon Hutchby – trummor (1998–2001, 2010–2023)
- Gez Walton – gitarr (2012–2023)
- Russ Stedman – basgitarr (2012–2016)
- Dave Anderson – basgitarr (2000–2002, 2010–2012)
- Alex Baker – trummor (2001–2002)
- Richie Mills – trummor (2001)
- Jamie Floate – basgitarr (2000)
- Graeme Watts – basgitarr (1998–2000)
- Simon Johnson – gitarr (1999)
- Justin Greaves – trummor (1998)

## Diskografi
Studioalbum
- 1998 - lo-def(inition) discord
- 1999 - off kilter enhancement
- 2000 - arc'tan'gent
- 2013 - IV
- 2024 - In Resonance Nexus

EP
- 2000 - hi-point
- 2002 - Omega
- 2011 - For Cause & Consequence

Singlar
- 2012 - Horizon's End

Samlingsalbum
- 2010 - Inside, Embers Glow... a collection of earthtone9's aural communiqués 1998-2002

Livealbum
- 2012 - live from london garage (DVD)

## Musikvideor
- Tat Twam Asi (2000)
- Amnesia (2002)
- Evil Crawling I (2010)
- Tide Of Ambition (2011)
- Preacher (2013)
- Oceanic Drift (2024)
- Navison Record (2024)